# Cluny (Saône-et-Loire)
Pour les articles homonymes, voir Cluny.
Cluny est une commune française située dans le département de Saône-et-Loire en région Bourgogne-Franche-Comté.
Au Moyen Âge, la ville fut l'un des hauts lieux du renouveau spirituel de l'Europe, pendant l'apogée de l'abbaye et de l'ordre de Cluny. S'appuyant sur son riche et long passé historique qui lui a laissé nombre de monuments, la ville a fait du tourisme son moteur, et est au centre du réseau européen des sites clunisiens.

## Géographie

### Localisation
Cluny se situe entre Dijon et Lyon, plus précisément entre Chalon-sur-Saône et Mâcon.
Du point de vue de son implantation et de son organisation propre, la ville, « serrée entre deux coteaux, un cours d'eau et l'abbaye […] ne présente aucune homogénéité et reste marquée à la fois par le site malcommode et les vicissitudes de l'histoire » (Michel Bouillot).

### Communes limitrophes
Les communes limitrophes sont Lournand, Azé, Berzé-le-Châtel, Château, Cortambert, Donzy-le-Pertuis, Igé, Jalogny, Sainte-Cécile, Sologny, Verzé et La Vineuse sur Fregande.

### Transports et voies de communication
La commune est à proximité de la route Centre Europe Atlantique (RCEA)  Cluny et est située à 24 minutes de Mâcon (autoroute A6, autoroute A40 Mâcon-Genève, gare Mâcon-Loché TGV à 17 minutes et gare SNCF Mâcon-Ville à 24 minutes), à 47 minutes de Paray-le-Monial (gare SNCF Paray-le-Monial), à 1 h 5 de Lyon, à 1 h 47 de Genève et environ à 3 h 50 de Paris.
Chalon-sur-Saône et Mâcon sont reliées à Cluny par une voie verte (piste cyclable établie sur la plateforme d'une ancienne voie ferrée qui desservit Cluny jusqu'à la Seconde Guerre mondiale, entre Chalon-sur-Saône et Roanne) attirant l'été de nombreux cyclotouristes et randonneurs.
Cluny a été desservie par le rail. La gare était sur les lignes de Roanne à Chalon-sur-Saône (limitée à Cluny - Chalon-sur-Saône jusqu'en 1968) et de Moulins à Macon.
Il est possible de se rendre à Cluny par les autocars du réseau Mobigo, et ce depuis Chalon-sur-Saône et Mâcon (ligne 701), Charolles, Paray-le-Monial et Digoin (ligne 709).

### Lieux-dits et écarts
La promenade du Fouettin, où étaient flagellés par la populace les coupables d'adultère (époux et amants). Les coupables se trouvaient généralement à cheval sur un âne en position inverse à la marche. Certains historiens considèrent que seul le défilé des coupables entièrement dévêtus se produisait réellement.
Le champ de foire, qui comme son nom l'indique était le lieu de regroupement des marchands lors de la foire commerciale de la ville.
La Mutte est une petite route pittoresque à la bordure de la ville qui se dirige vers Berzé-le-Châtel.

### Géologie et relief
La ville, entourée par les monts du Mâconnais, est située au bord de la rivière dénommée la Grosne.

### Hydrographie
- Rivière de la Chaîne
- Rivière de l' Éclouze
- La Grosne

### Climat
Pour des articles plus généraux, voir Climat de la Bourgogne-Franche-Comté et Climat de Saône-et-Loire.
En 2010, le climat de la commune est de type climat océanique dégradé des plaines du Centre et du Nord, selon une étude du Centre national de la recherche scientifique s'appuyant sur une série de données couvrant la période 1971-2000. En 2020, Météo-France publie une typologie des climats de la France métropolitaine dans laquelle la commune est dans une zone de transition entre le climat océanique altéré et le climat océanique altéré et est dans la région climatique Bourgogne, vallée de la Saône, caractérisée par un bon ensoleillement (1 900 h/an), un été chaud (18,5 °C), un air sec au printemps et en été et des vents faibles.
Pour la période 1971-2000, la température annuelle moyenne est de 11,2 °C, avec une amplitude thermique annuelle de 17,5 °C. Le cumul annuel moyen de précipitations est de 836 mm, avec 11 jours de précipitations en janvier et 7,6 jours en juillet. Pour la période 1991-2020, la température moyenne annuelle observée sur la station météorologique de Météo-France la plus proche, « Jalogny_sapc », sur la commune de Jalogny à 3 km à vol d'oiseau, est de 11,2 °C et le cumul annuel moyen de précipitations est de 873,4 mm. 
La température maximale relevée sur cette station est de 39,6 °C, atteinte le 12 août 2003 ; la température minimale est de −21,6 °C, atteinte le 17 janvier 1985,,.
| Mois                                  | jan.             | fév.             | mars          | avril         | mai             | juin          | jui.           | août           | sep.          | oct.          | nov.             | déc.            | année      |
| ------------------------------------- | ---------------- | ---------------- | ------------- | ------------- | --------------- | ------------- | -------------- | -------------- | ------------- | ------------- | ---------------- | --------------- | ---------- |
| Température minimale moyenne (°C)     | −0,3             | −0,4             | 1,5           | 3,8           | 7,9             | 11,4          | 13,1           | 12,6           | 9,1           | 6,8           | 2,8              | 0,5             | 5,7        |
| Température moyenne (°C)              | 3,1              | 3,9              | 7,2           | 10,1          | 14,3            | 18            | 20             | 19,7           | 15,5          | 11,8          | 6,7              | 3,8             | 11,2       |
| Température maximale moyenne (°C)     | 6,5              | 8,2              | 12,9          | 16,5          | 20,6            | 24,6          | 26,8           | 26,7           | 22            | 16,7          | 10,6             | 7               | 16,6       |
| Record de froid (°C) date du record   | −21,6 17.01.1985 | −17,6 19.02.1985 | −13 01.03.05  | −8 08.04.03   | −2,7 01.05.1984 | 0,9 03.06.06  | 3,5 04.07.1984 | 1,5 25.08.1980 | −0,4 29.09.02 | −8 31.10.1997 | −11,1 23.11.1993 | −19,1 20.12.09  | −21,6 1985 |
| Record de chaleur (°C) date du record | 18,5 10.01.15    | 20,4 24.02.21    | 24,7 31.03.21 | 28,1 21.04.18 | 32,8 20.05.22   | 37,5 27.06.19 | 38,7 24.07.19  | 39,6 12.08.03  | 35 10.09.23   | 31,4 09.10.23 | 22 12.11.18      | 19,6 16.12.1989 | 39,6 2003  |
| Précipitations (mm)                   | 61,6             | 52,6             | 55,7          | 68,1          | 82,1            | 76,3          | 79,3           | 73,3           | 71,4          | 88,1          | 93,6             | 71,3            | 873,4      |

| Diagramme climatique                                  |             |             |             |             |              |              |              |           |             |             |          |
| J                                                     | F           | M           | A           | M           | J            | J            | A            | S         | O           | N           | D        |
| 6,5−0,361,6                                           | 8,2−0,452,6 | 12,91,555,7 | 16,53,868,1 | 20,67,982,1 | 24,611,476,3 | 26,813,179,3 | 26,712,673,3 | 229,171,4 | 16,76,888,1 | 10,62,893,6 | 70,571,3 |
| Moyennes : • Temp. maxi et mini °C • Précipitation mm |             |             |             |             |              |              |              |           |             |             |          |

Les paramètres climatiques de la commune ont été estimés pour le milieu du siècle (2041-2070) selon différents scénarios d'émission de gaz à effet de serre à partir des nouvelles projections climatiques de référence DRIAS-2020. Ils sont consultables sur un site dédié publié par Météo-France en novembre 2022.

## Urbanisme

### Typologie
Au 1er janvier 2024, Cluny est catégorisée bourg rural, selon la nouvelle grille communale de densité à sept niveaux définie par l'Insee en 2022.
Elle appartient à l'unité urbaine de Cluny, une agglomération intra-départementale regroupant deux  communes, dont elle est ville-centre,,. Par ailleurs la commune fait partie de l'aire d'attraction de Mâcon, dont elle est une commune de la couronne,. Cette aire, qui regroupe 105 communes, est catégorisée dans les aires de 50 000 à moins de 200 000 habitants,.

### Occupation des sols
L'occupation des sols de la commune, telle qu'elle ressort de la base de données européenne d’occupation biophysique des sols Corine Land Cover (CLC), est marquée par l'importance des territoires agricoles (45,7 % en 2018), en diminution par rapport à 1990 (51,2 %). La répartition détaillée en 2018 est la suivante : forêts (38,9 %), prairies (34,9 %), zones urbanisées (10,9 %), zones agricoles hétérogènes (9,6 %), espaces verts artificialisés, non agricoles (1,9 %), milieux à végétation arbustive et/ou herbacée (1,5 %), zones industrielles ou commerciales et réseaux de communication (1,2 %), terres arables (1,2 %). L'évolution de l’occupation des sols de la commune et de ses infrastructures peut être observée sur les différentes représentations cartographiques du territoire : la carte de Cassini (XVIIIe siècle), la carte d'état-major (1820-1866) et les cartes ou photos aériennes de l'IGN pour la période actuelle (1950 à aujourd'hui).

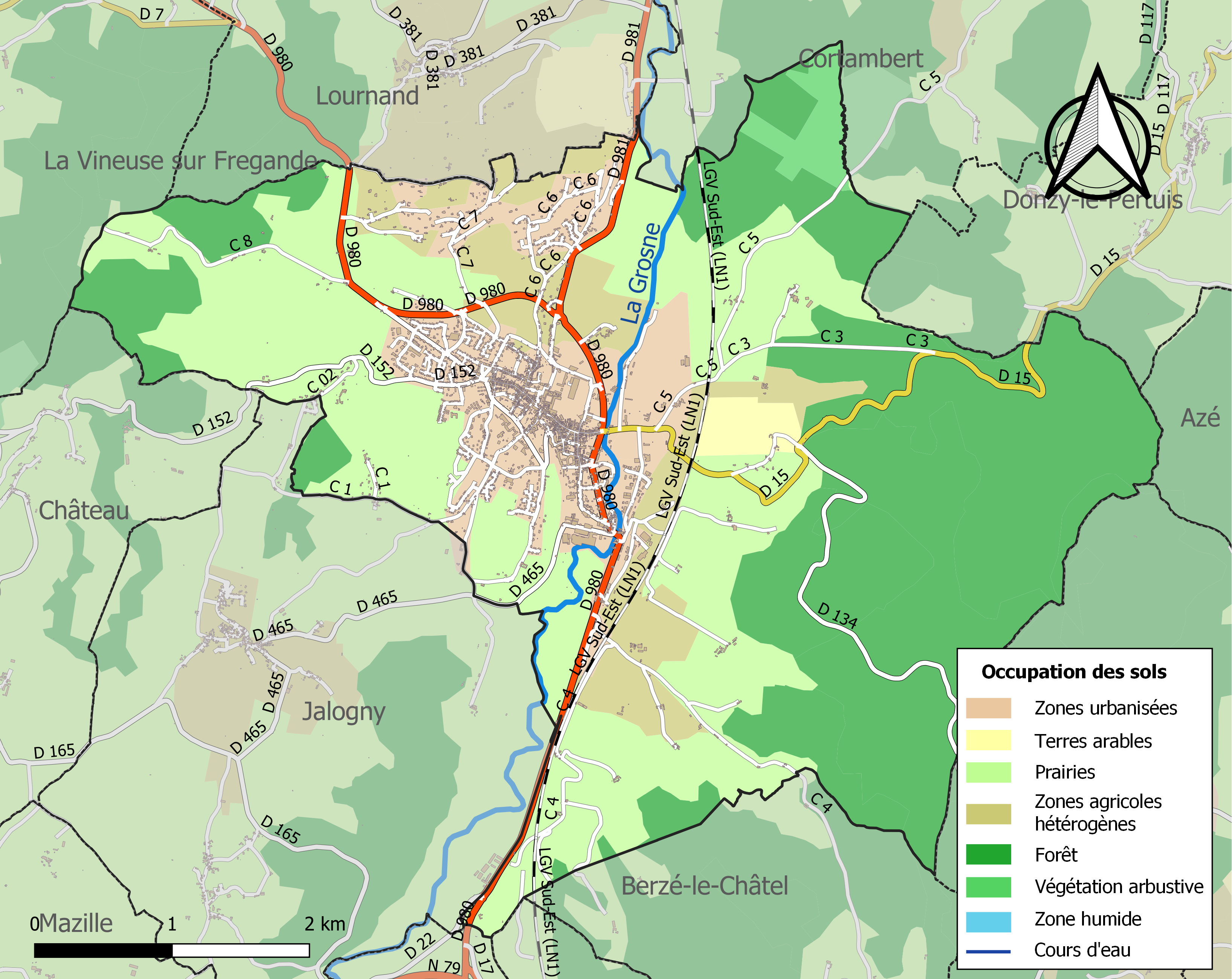
Carte des infrastructures et de l'occupation des sols de la commune en 2018 (CLC).

## Histoire

### Abbaye de Cluny

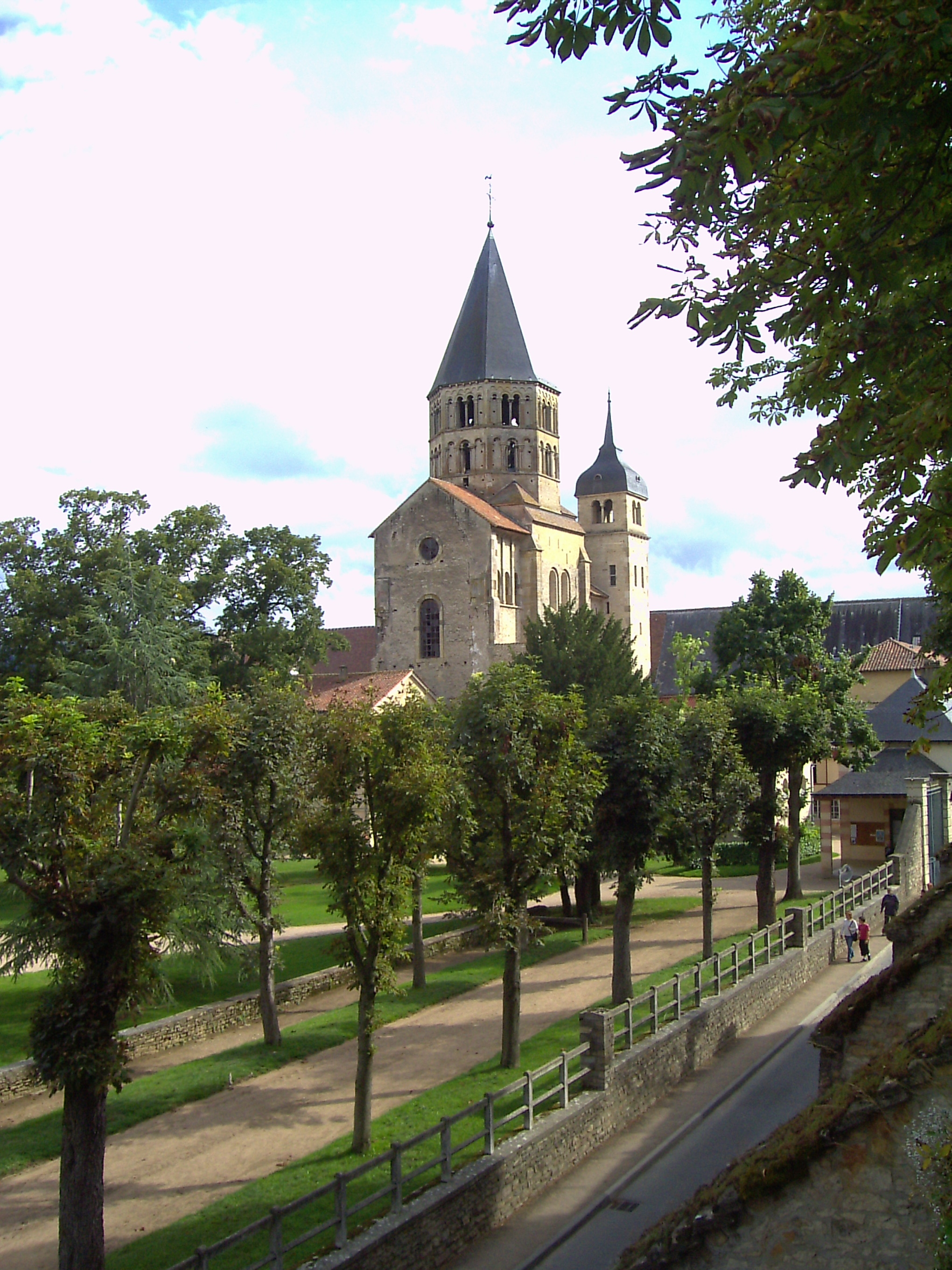
Le clocher de l'abbaye.

L'abbaye de Cluny fut fondée en 909 ou 910 par le duc d'Aquitaine et comte d'Auvergne Guillaume Ier. Cluny est le symbole du renouveau monastique en Occident ; l'abbaye fut un foyer de réformation de la règle bénédictine et un centre intellectuel de premier plan au Moyen Âge classique.
Jusqu'à la reconstruction, cinq siècles plus tard, de Saint-Pierre de Rome qui sera plus longue de 4 mètres, l'abbaye fut la plus grande église de la chrétienté.
À la suite de la Révolution, l'abbaye, devenue « bien national », sera vendue et démontée au profit de marchands de biens. Il ne subsiste aujourd'hui que 10 % de l'église abbatiale Cluny III. Les Haras nationaux seront construits sous l'impulsion de Napoléon sur le site de l'abbatiale détruite.
Les bâtiments conventuels de l'abbaye abritent depuis 1901 l'un des centres de l'école d'ingénieurs Arts et Métiers ParisTech, ce qui fait de Cluny la plus petite ville universitaire de France.
Avec 135 000 visiteurs en 2011, c'est l'un des 5 sites les plus visités de Saône-et-Loire. L'abbaye de Cluny est conservée et ouverte à la visite par le Centre des monuments nationaux.

### Ordre de Cluny
Au début du Xe siècle naît en l'Église catholique la volonté de réformer l'ordre monastique. Cette restauration s'appuie sur la règle de saint Benoît, un règlement qui régit dans ses moindres détails la vie monastique, pour respecter l'observance. Cette règle initiée par saint Benoît de Nursie au VIe siècle connaît un important développement, notamment grâce à l'action de Benoît d'Aniane trois siècles plus tard. Mais elle est limitée par les traditions qui se développent dans les abbayes, et par la méconnaissance de la Règle. Cluny va alors s'imposer en groupant un nombre croissant de couvents, et va devenir le centre du plus important ordre monastique du Moyen Âge, rayonnant sur toute l'Europe.

### IIIeRépublique
Dans les années 1860, à l'initiative du ministre de l'Instruction publique Victor Duruy, Cluny fut dotée d'une école normale spéciale, qui s'installa dans les bâtiments de l'ancienne abbaye et dont la première rentrée eut lieu le 1er novembre 1866. Cette école ferma ses portes le 31 juillet 1891, remplacée par une école de contremaîtres qui fut elle-même remplacée en 1901 par l'École nationale des arts et métiers.
En mars 1898, Cluny entre dans la modernité en mettant officiellement en service son réseau téléphonique urbain (7 abonnés en 1900). C'est en 1874 que Cluny se connecte au réseau télégraphique, dont la Saône-et-Loire disposait depuis 1852 pour permettre la transmission rapide des dépêches via la télégraphie électrique.

### Seconde Guerre mondiale

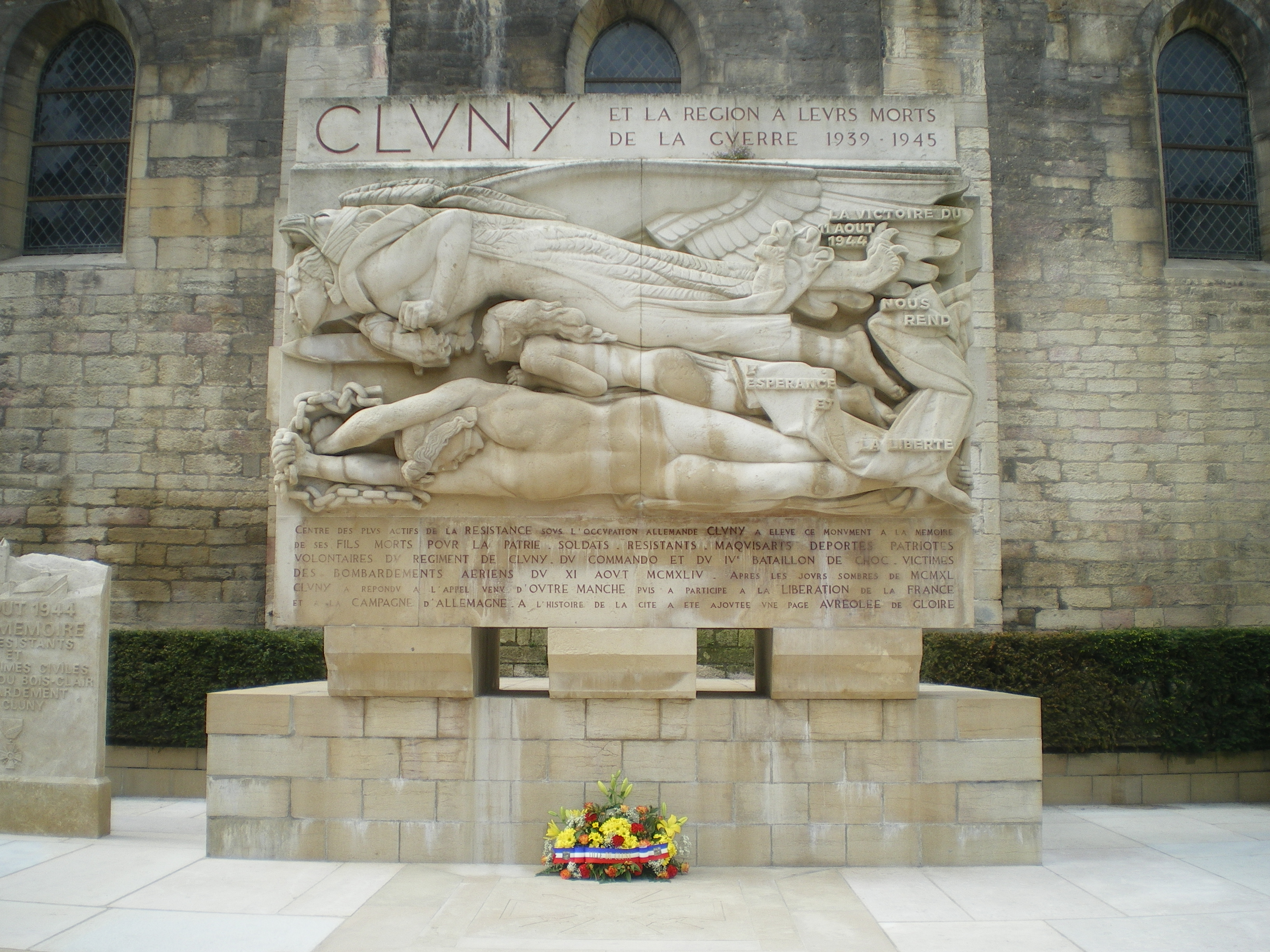
Monument commémoratif 1939-1945.

Durant l'occupation, un important réseau de résistance se mit en place en Saône-et-Loire, alors coupée en deux par la ligne de démarcation, au centre duquel Cluny joua un rôle majeur. Le département regroupe alors un nombre important de foyers communistes, et les maquis sont faciles à mettre en place dans cette région boisée. Pour faciliter les communications, les maquis mettent en place un complexe réseau téléphonique clandestin à l'échelle du département, permettant d'échanger entre maquis. Cluny est alors surnommée « Lyon » pour tromper l’ennemi et est reliée à Salornay-sur-Guye (dite « Détroit »), à Saint-Gengoux-le-National (« Oslo »), ou encore à Charolles (« Québec »). Ce réseau, construit en 1944, s'étirera sur plus de 1 100 km de câbles.
À partir du débarquement, Cluny devient le véritable centre logistique de la résistance. Le 11 août 1944, les 2000 soldats allemands de Mâcon reçoivent l'ordre de détruire cette résistance, devenue le régiment de Cluny. L'affrontement eut lieu au col du Bois-Clair : les résistants réussirent à barrer l'accès à la ville par les tunnels de chemin de fer. Pour faire plier les résistants, la ville sera bombardée deux fois ce jour-là, sans succès. Cluny, partiellement détruite, devient alors la première ville libérée en Saône-et-Loire.

## Toponymie
Le nom est attesté sous la forme à désinences latinisées Cluniacus en 825, ab abbate...cluniacensi en 1234.
Le second élément -acus est analysé par les linguistes et les toponymistes comme le suffixe gaulois et gallo-roman de localisation, puis de propriété, -acum, autrement noté en gaulois -acon, issu du celtique commun *-ako(n).
Selon la tradition toponymique initiée par Henri d'Arbois de Jubainville et confirmée par le spécialiste du gaulois Pierre-Yves Lambert, du moins pour certains types toponymiques en -acum, le premier élément peut être un nom de personne. Albert Dauzat et Charles Rostaing optent pour un nom de personne gaulois conjecturel *Clunius.
Cependant, des recherches postérieures ont également démontré que le premier élément des toponymes en -acum pouvait être un nom commun. Xavier Delamarre penche pour un mot de type topographique *clunia « prairie, pâturage », autrement clounia. Ils remonteraient à un celtique commun *clounis, continué cette fois par le vieil irlandais clúain, génitif cluana de même sens. Le même terme semble contenu dans d'autres *CLUNIACU, comme Clunia, Clugnat (anciennement Cluniac) ; Clonais ; Cleunay ; Claunay et peut-être dans l'anthroponyme gaulois Uerocloniss. Le sens global de ce toponyme est celui de « lieu habité où il y a des prairies ».

### Héraldique
| Armes actuelles | Armes actuelles : d'azur à une clef d'argent Ces armes sont inspirées de celles de l'abbaye de Cluny. |

| Armes anciennes | Armes anciennes (mentionnées aux XVIIe et XIXe siècles) : d'azur à deux clefs aux anneaux losangés et pommetés, adossées et entretenues d'or qui sont les armes de la maison de Clugny. |

## Politique et administration

### Rattachements administratifs et électoraux
Cluny appartient à l'arrondissement de Mâcon et au canton de Cluny, dont elle est le chef-lieu depuis sa création. Le redécoupage cantonal de 2014 en a modifié sa composition puisqu'il englobe le canton de Saint-Gengoux-le-National et une partie de ceux de Saint-Bonnet-de-Joux et La Guiche.
Pour l'élection des députés, la commune fait partie de la première circonscription de Saône-et-Loire, représentée depuis juin 2017 par Benjamin Dirx (LREM). Sous la Cinquième République, Cluny a toujours appartenu à la 1re circonscription mais cette dernière a été recréée et modifiée en 1986 (retour au scrutin majoritaire à deux tours) et redécoupée en 2010. Auparavant, elle était intégrée à la circonscription de Mâcon (Second Empire, 1863-1870) puis à la deuxième circonscription de Mâcon (1876-1885 et 1889-1919) et enfin à nouveau à celle de Mâcon (1928-1940).
Sur le plan des institutions judiciaires, la commune relève du tribunal judiciaire (qui a remplacé le tribunal d'instance et le tribunal de grande instance le 1er janvier 2020), du tribunal pour enfants, du conseil de prud’hommes et du tribunal de commerce de Mâcon, de la cour d’appel et du tribunal administratif de Dijon et de la cour administrative d'appel de Lyon.
Cluny dispose d'une brigade de gendarmerie.

### Intercommunalité
Depuis le 24 décembre 1993, date de sa création, la commune appartient à la communauté de communes du Clunisois et en est la principale ville. Elle accueille par ailleurs le siège de l'intercommunalité, 5 place du Marché.
Cluny fait aussi partie du Pôle d'équilibre territorial et rural (PETR) du Mâconnais Sud Bourgogne.

### Administration municipale
Le nombre d'habitants au dernier recensement étant compris entre 3 500 et 4 999, le nombre de membres du conseil municipal est de 27.

### Tendances politiques et résultats
- Élection municipale de 2020 (2d tour) : 47,02 % (869 voix) pour Marie Fauvet (DVG), 29,97 % (554 voix) pour Henri Boniau (LR), 16,01 % (296 voix) pour Paul Galland (PCF), 6,98 % (129 voix) pour Jacques Loron (DVD), 58,11 % de participation.
- Élection municipale de 2014 (2d tour) : 44,42 % (1 013 voix) pour Henri Boniau (DVD-UMP), 36,27 % (827 voix) pour Jean-Luc Delpeuch (DVG), 19,29 % (440 voix) pour Paul Galland (DVG-PCF), 73,82 % de participation.
- Élection municipale de 2008 (2d tour) : 55,16 % (1 364 voix) pour Jean-Luc Delpeuch (UG), 44,84 % (1 109 voix) pour Lucien Zajdel (DVD), 75,38 % de participation.

### Liste des maires
| Période                                  | Période                       | Identité                             | Étiquette               | Qualité |
| ---------------------------------------- | ----------------------------- | ------------------------------------ | ----------------------- | --- |
| Les données manquantes sont à compléter. |                               |                                      |                         | |
| 1802                                     | 1813                          | M. Dumont                            |                         | |
| 1813                                     | 1831                          | Louis Furtin                         |                         | juriste |
| 1831                                     | 1850                          | Amédée Bruys père                    |                         | |
| 1850                                     | 1856                          | François Stanislas Aucaigne          | Fouriériste             | Docteur en médecine, rédacteur |
| 1856                                     | 1870                          | Pierre-Nicolas Aucaigne Sainte-Croix |                         | propriétaire, Conseiller général |
| vers 1873                                | ?                             | M. Thomas                            |                         | |
| vers 1874                                | ?                             | M. Girard                            |                         | |
| vers 1876                                | ?                             | André Charlet                        |                         | |
| 1876                                     | 1879                          | Victor Mazot                         |                         | |
| 1879                                     | 1884                          | Félix Pignal                         | Républicain             | Directeur de compagnie d'assurance, Conseiller d'arrondissement |
| 1884                                     | 1885                          | Julien Simyan                        | Rad.soc.                | Docteur en médecine, publiciste Sous-secrétaire d'État aux Postes et télégraphes (1906 → 1909) Député de Saône-et-Loire (1885 → 1889 et 1898 → 1921) Sénateur de Saône-et-Loire (1921 → 1926) Conseiller général de Cluny (1892 → 1925) |
| 1885                                     | 1892                          | Pierre Garguet                       | Rad.soc.                | maître serrurier, Conseiller général |
| 1892                                     | 1900                          | Julien Simyan                        | Rad.soc.                | |
| 1900                                     | 1912                          | Claude Ballandras                    | Rad.soc.                | propriétaire, Chevalier du mérite agricole |
| 1912                                     | ?                             | François Sœur                        | Républicain modéré      | |
| ?                                        | 1921                          | Julien Simyan                        | Rad.soc.                | |
| 1921                                     | 1925                          | Léon Daclin                          |                         | Pharmacien, président honoraire de l'Académie de Mâcon |
| 1925                                     | 1933                          | François Sœur                        | Républicain modéré      | |
| 1933                                     | mai 1935                      | M. Petijean                          |                         | |
| mai 1935                                 | février 1944                  | Jacques Guéritaine (d)               |                         | Retraité du PLM, ancien comptable |
| avril 1944                               | août 1944                     | Auguste Visbecq                      |                         | Ancien directeur du collège technique d’Alger |
| août 1944                                | octobre 1947                  | Marcel Gobet                         | DVD                     | Industriel, ancien adjoint Conseiller général de Cluny (1949 → 1955) |
| octobre 1947                             | mars 1965                     | Charles Pleindoux (d)                | Rad. puis DVD           | Docteur en médecine Conseiller général de Cluny (1955 → 1992) |
| mars 1965                                | mars 1989                     | Gérard Galantucci (d),               | PCF                     | Instituteur puis principal de collège, maire honoraire |
| mars 1989                                | mars 2008                     | Robert Rolland (d)                   | UDF-PR puis DL puis UMP | Ingénieur Conseiller général de Cluny (1992 → 2004) Président de la CC du Clunisois (? → 2008) |
| mars 2008                                | mars 2014                     | Jean-Luc Delpeuch                    | DVG (UG)                | Ancien directeur de l'école des Arts et Métiers de Cluny Président de la CC du Clunisois (2008 → ) |
| mars 2014                                | juillet 2020                  | Henri Boniau (d)                     | UMP-LR                  | Ancien directeur de l'école des Arts et Métiers de Cluny |
| juillet 2020                             | En cours (au 19 janvier 2021) | Marie Fauvet (d)                     | DVG                     | Ingénieure d'études, chargée de mission 8e vice-présidente de la CC du Clunisois (2020 → ) |

### Jumelages
La ville de Cluny ne compte aucun jumelage avec d'autres communes.

## Population et société

### Démographie
L'évolution du nombre d'habitants est connue à travers les recensements de la population effectués dans la commune depuis 1793. Pour les communes de moins de 10 000 habitants, une enquête de recensement portant sur toute la population est réalisée tous les cinq ans, les populations de référence des années intermédiaires étant quant à elles estimées par interpolation ou extrapolation. Pour la commune, le premier recensement exhaustif entrant dans le cadre du nouveau dispositif a été réalisé en 2004.

En 2022, la commune comptait 4 980 habitants, en évolution de +4,78 % par rapport à 2016 (Saône-et-Loire : −1,06 %, France hors Mayotte : +2,11 %).
| 1793  | 1800  | 1806  | 1821  | 1831  | 1836  | 1841  | 1846  | 1851  |
| ----- | ----- | ----- | ----- | ----- | ----- | ----- | ----- | ----- |
| 4 172 | 3 814 | 4 081 | 4 085 | 4 150 | 4 255 | 4 185 | 4 350 | 4 411 |

| 1856  | 1861  | 1866  | 1872  | 1876  | 1881  | 1886  | 1891  | 1896  |
| ----- | ----- | ----- | ----- | ----- | ----- | ----- | ----- | ----- |
| 4 350 | 4 278 | 4 253 | 4 989 | 4 540 | 4 385 | 4 362 | 4 073 | 4 273 |

| 1901  | 1906  | 1911  | 1921  | 1926  | 1931  | 1936  | 1946  | 1954  |
| ----- | ----- | ----- | ----- | ----- | ----- | ----- | ----- | ----- |
| 4 108 | 4 244 | 4 150 | 4 121 | 4 258 | 4 099 | 4 101 | 4 257 | 4 032 |

| 1962  | 1968  | 1975  | 1982  | 1990  | 1999  | 2004  | 2006  | 2009  |
| ----- | ----- | ----- | ----- | ----- | ----- | ----- | ----- | ----- |
| 3 711 | 3 807 | 4 343 | 4 441 | 4 430 | 4 376 | 4 543 | 4 552 | 4 624 |

| 2014  | 2019  | 2022  | - | - | - | - | - | - |
| ----- | ----- | ----- | - | - | - | - | - | - |
| 4 775 | 4 929 | 4 980 | - | - | - | - | - | - |

### Enseignement
Enseignement primaire
- Groupe scolaire Danielle-Gouze-Mitterrand
- Groupe scolaire Marie-Curie
- École privée du Sacré-Cœur

Collège
- Collège Pierre-Paul-Prud'hon

Lycée
- Lycée La Prat's, établissement fondé en 1903 en tant qu'école pratique de commerce et d'industrie (« Prat's » dans le langage des élèves)[56].

Enseignement supérieur
- CPGE du lycée La Prat's
- École d'ostéopathie animale, Biopraxia. École d'enseignement supérieur. Installée au sein du Haras national de Cluny depuis 2019.

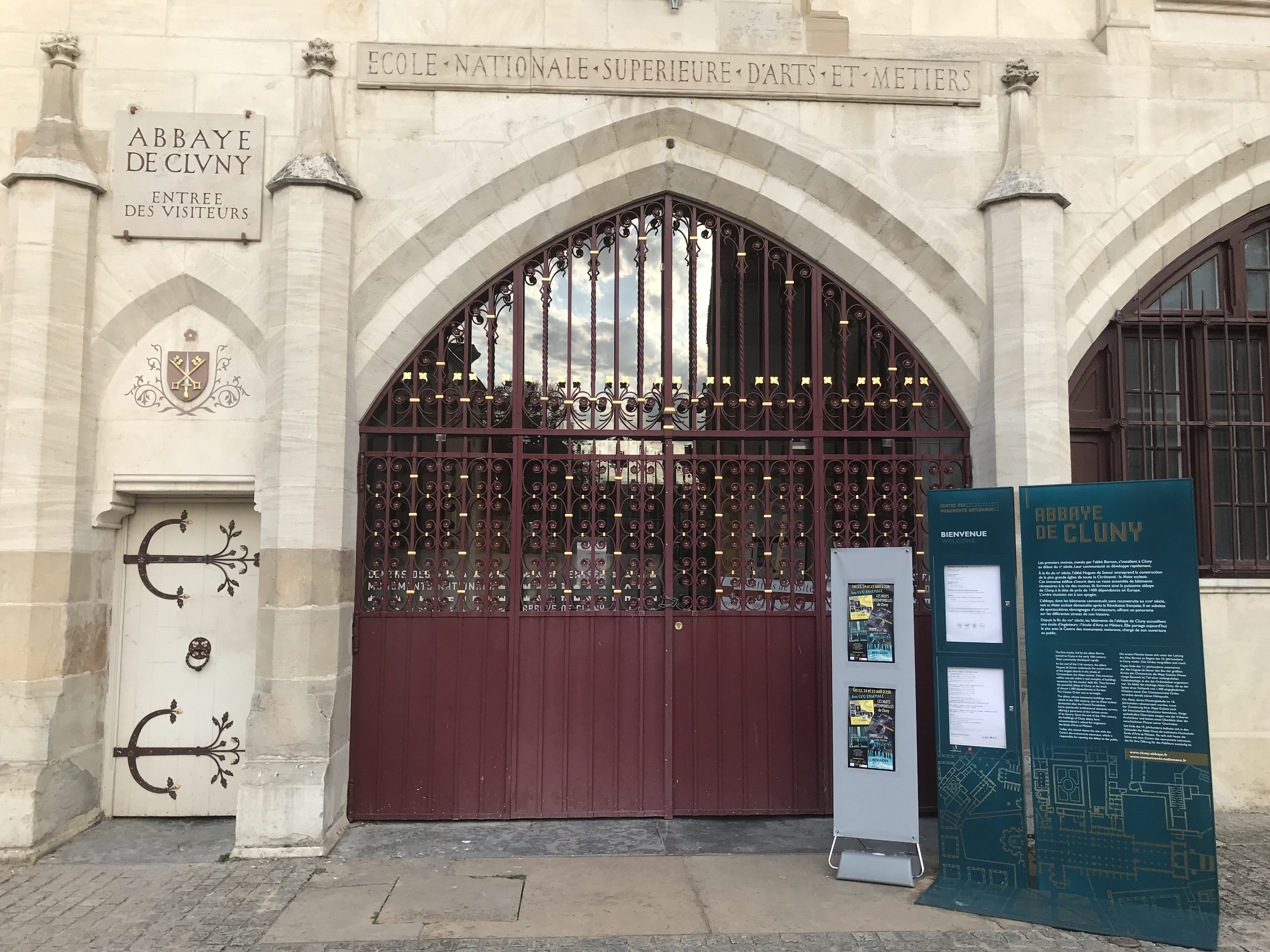
Entrée de l'école nationale supérieure d'Arts et Métiers.

- Arts et Métiers ParisTech (ENSAM). Ce centre d'Arts et Métiers ParisTech (anciennement École nationale supérieure d'arts et métiers, ou ENSAM) installé dans les bâtiments de l'ancienne abbaye depuis 1901[57] (année de sa création en tant que quatrième école d'arts et métiers après celles de Châlons-sur-Marne, d'Angers et d'Aix-en-Provence)[58] fait de Cluny la plus petite ville universitaire de France, grâce à cette grande école d'ingénieurs.
- Collège Européen de Cluny. Centre de formation aux questions de transformation des territoires en Europe face à l'anthropocène également installé dans les bâtiments de l'ancienne abbaye de Cluny[59].

### Santé
L'hôpital local de Cluny dispose de 208 places. Il bénéficie actuellement de travaux d'agrandissement et de reconstruction. Il a conservé une pharmacie ancienne donnant à voir de belles albarelles en faïence de Lyon et de Nevers datant pour certains du XVIIe siècle.
Le lundi 2 janvier 2012 a également ouvert ses portes la maison de santé pluridisciplinaire du Clunisois, en partenariat avec l'hôpital.

### Cultes

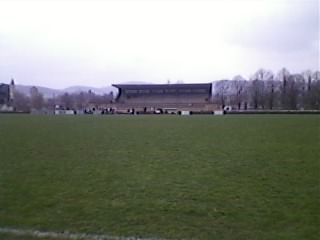
Stade de Cluny.

- Église Saint-Marcel.
- Église Notre-Dame.
- Chapelle des Récollets.

### Sports
Plusieurs sports sont pratiqués dans la commune : rugby, football, basket-ball, horse-ball...
Il y a deux clubs de football : « US Cluny » et « Cluny Foot ».
La ville est représentée en basket-ball en fauteuil roulant, au plus haut niveau français par l'Entente handisport Villefranche Meyzieu Cluny.

### Écologie et biodiversité
La commune se situe au sein du site Natura 2000 bocages, forêts et milieux humides du bassin de la Grosne et du Clunisois. La ville de Cluny est un point névralgique du site en ce qui concerne les gîtes pour les chiroptères.

## Économie
Usine OXXO, leader de la menuiserie PVC, implanté sur la commune (plus de 400 emplois). L'année 2013 a été marquée par l'annonce d'une mise en redressement judiciaire de l'entreprise puis par la reprise de l'entreprise par le groupe algérien Cevital.

## Culture locale et patrimoine

Cluny appartient au Pays d'art et d'histoire « Entre Cluny et Tournus » créé en 2010.

### À voir autour de Cluny
- Taizé, centre œcuménique à vocation mondiale ;
- l'Arboretum domanial de Pézanin l'un des plus riches de France, créé en 1903[62] ;
- le Lab 71, complexe autour de la science, de la culture et du développement durable ;
- le château de Cormatin ;
- Charolles, cité du Téméraire et berceau de la race charolaise ;
- le château de Saint-Point, résidence du poète mâconnais Alphonse de Lamartine ;
- Mâcon ;
- Paray-le-Monial et sa basilique.

### Lieux et monuments
L'abbaye de Cluny est un monument ouvert à la visite par le Centre des monuments nationaux. Depuis décembre 2016, un dispositif de visite lie l'abbaye de Cluny et la chapelle des moines de Berzé-la-ville. La commune de Cluny, labellisée Cité de Caractère de Bourgogne-Franche-Comté, adhère à la Fédération des sites clunisien, association européenne qui s'occupe de la promotion des sites historiques qui dépendaient de l'ordre de Cluny éteint à la Révolution.
Un centre Arts et Métiers ParisTech (École nationale supérieure d'Arts et métiers, anciennement ENSAM) est situé à Cluny dans l'ancienne abbaye.
Au pied de l'abbaye se situe le haras de Cluny, l'un des haras nationaux français.

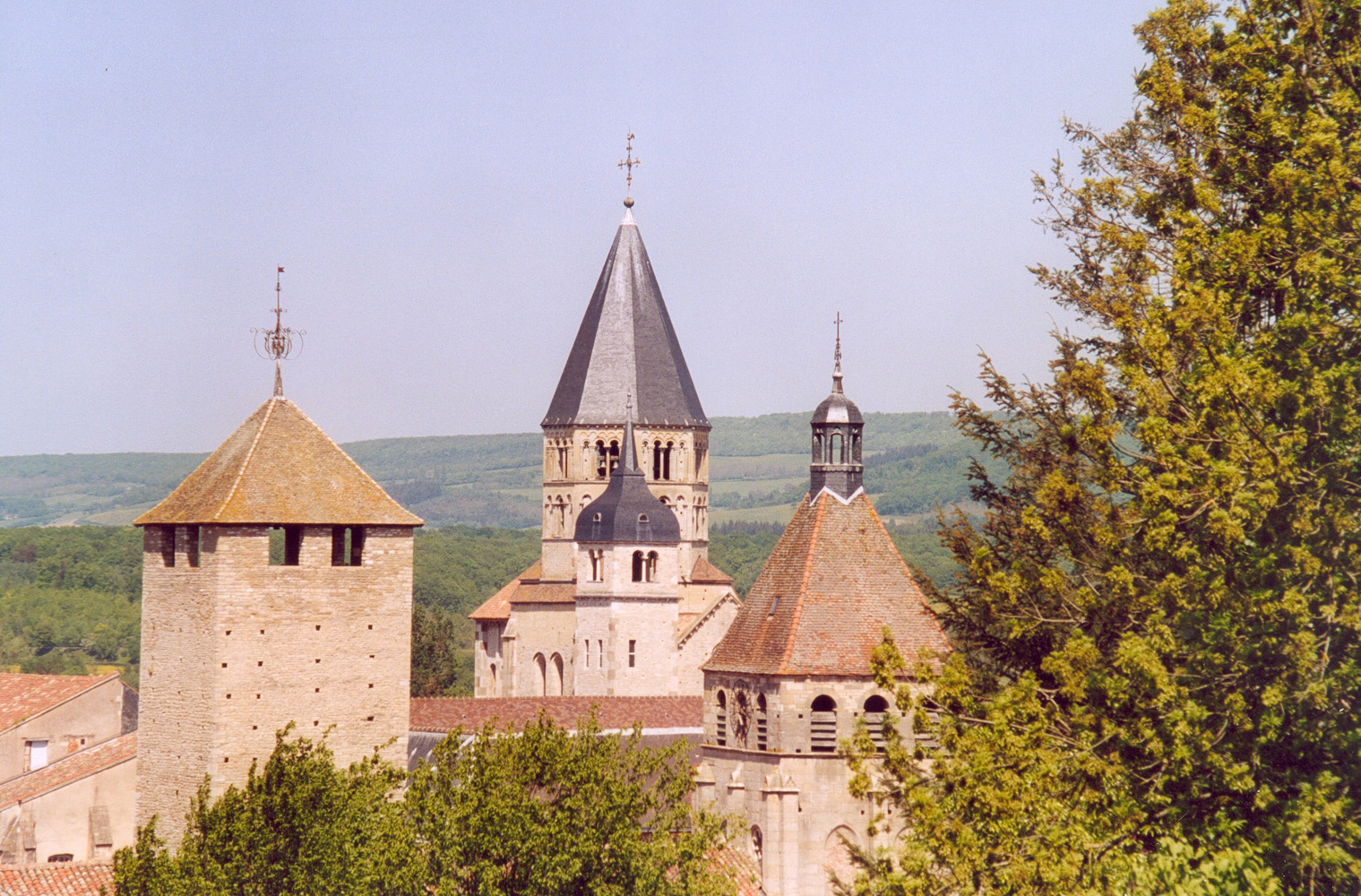
Tours et clochers.
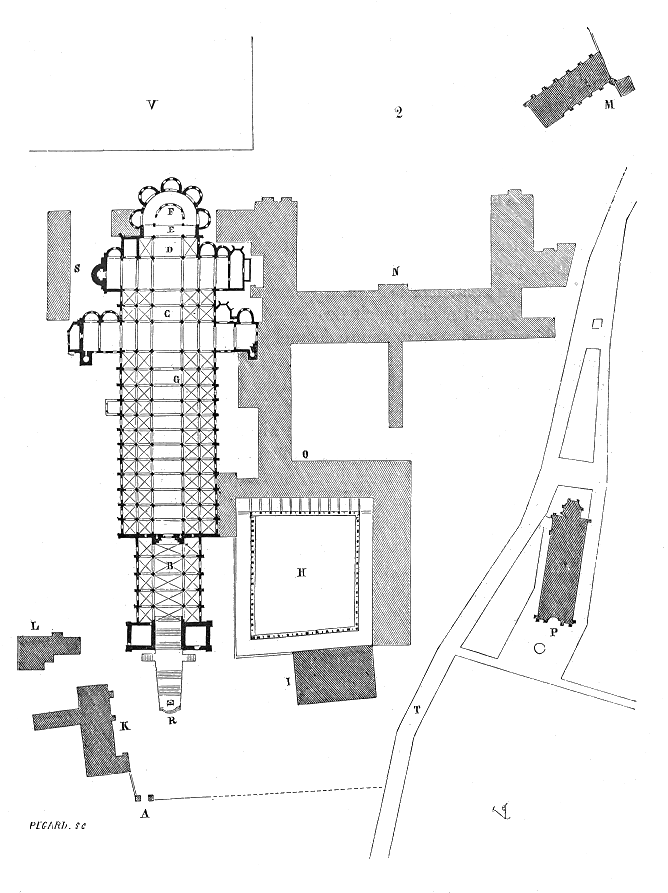
Plan de l'abbaye de Cluny.
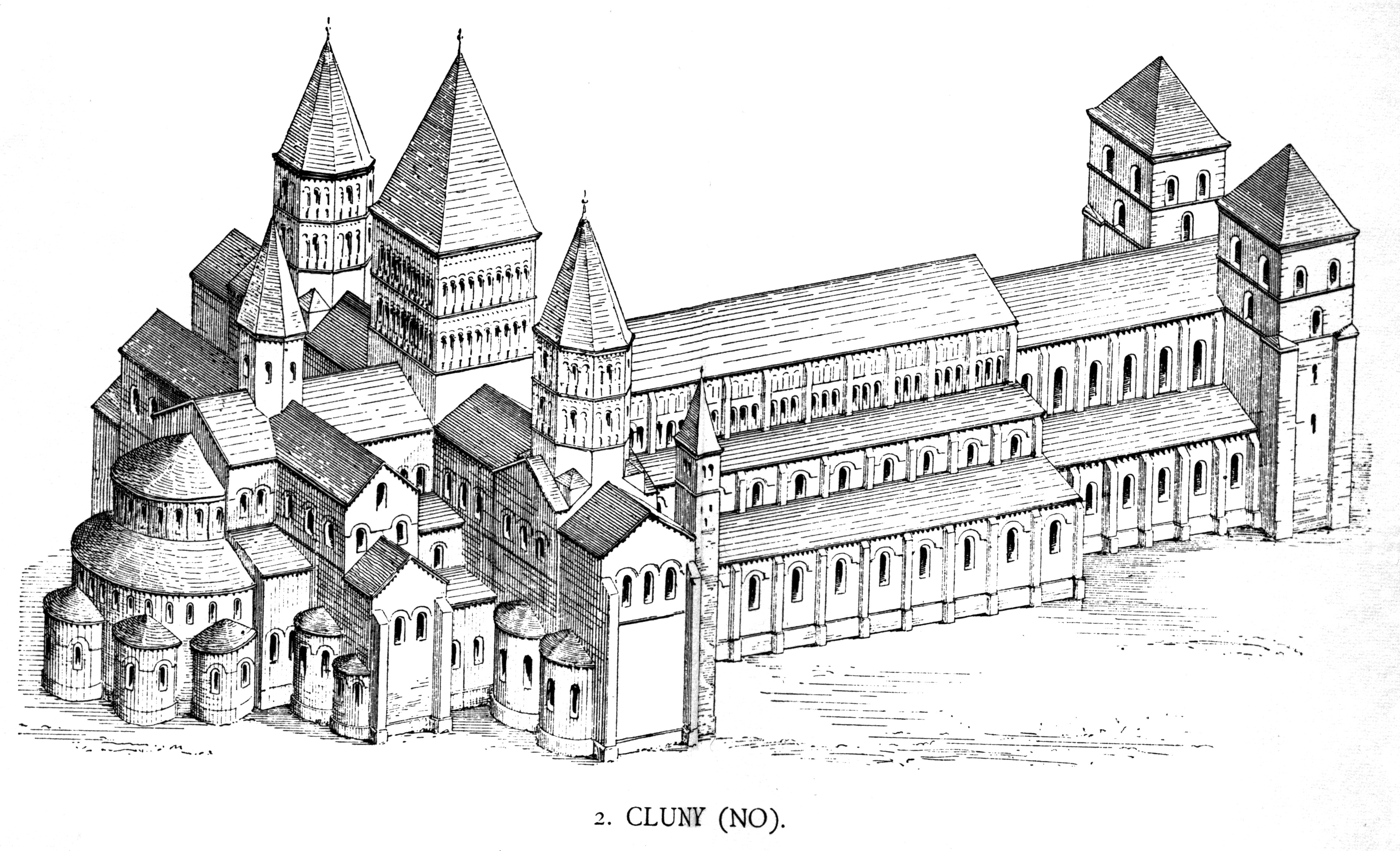
Reconstitution de l'abbaye de Cluny.
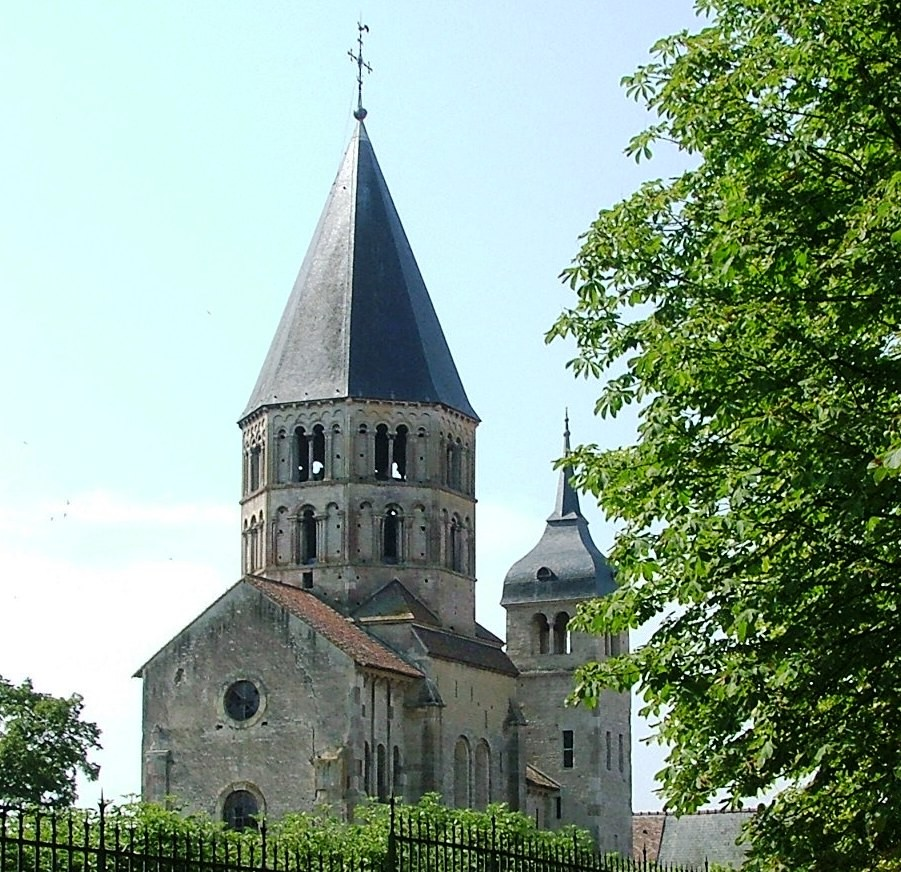
Le clocher dit de l'eau bénite de l'abbaye.
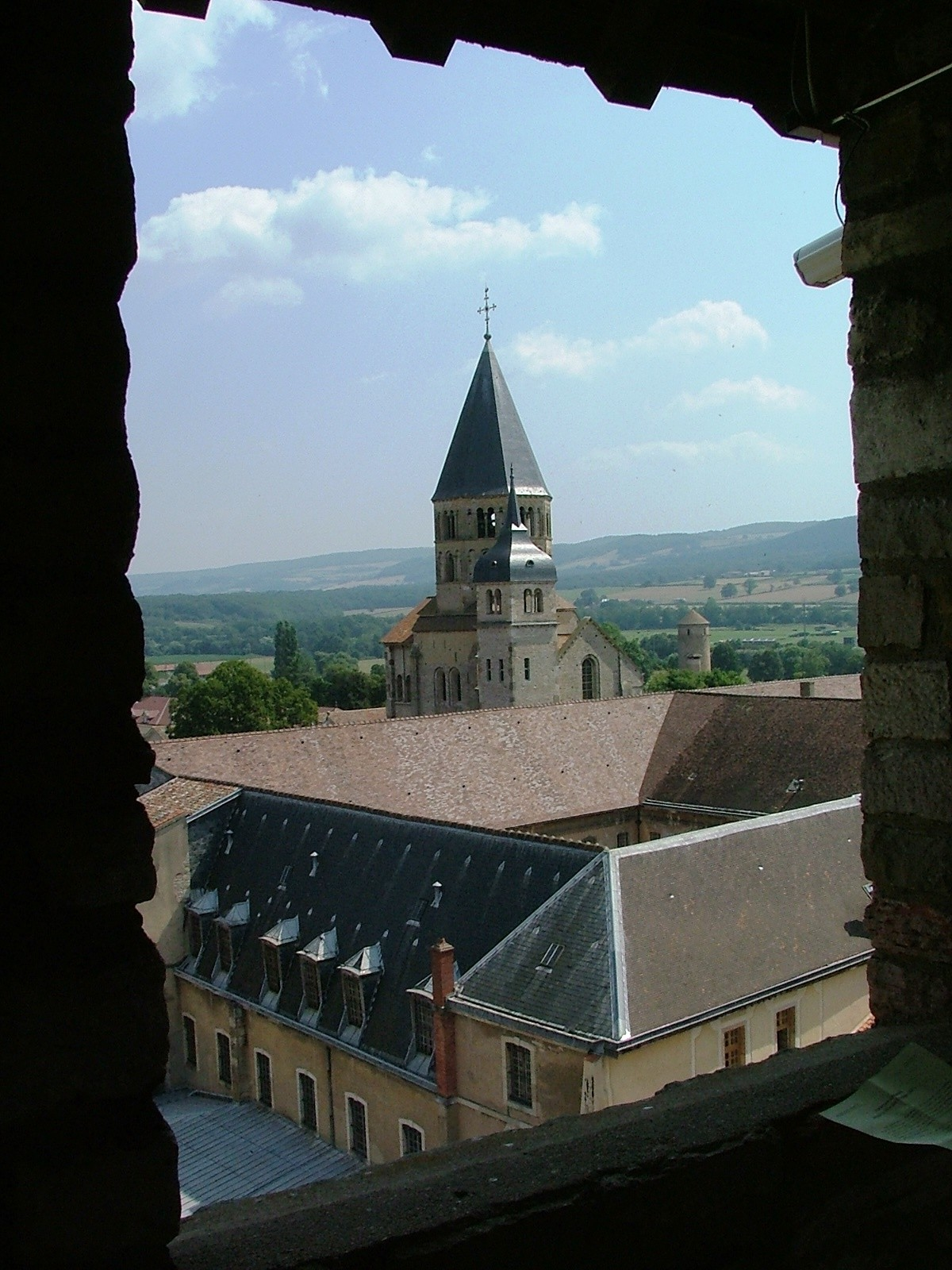
L'abbaye vue depuis la tour des Fromages.
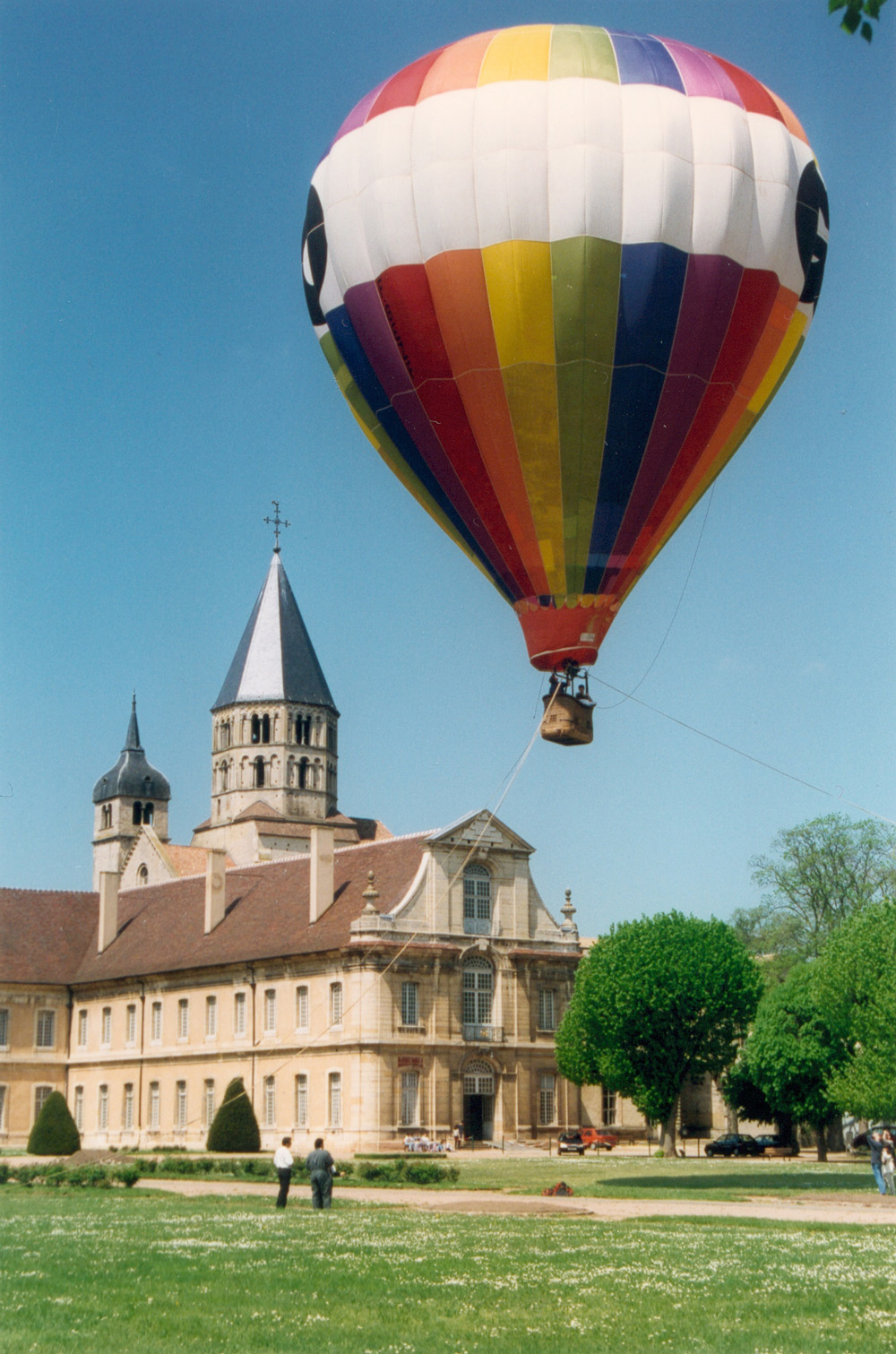
Une montgolfière devant l'abbaye.
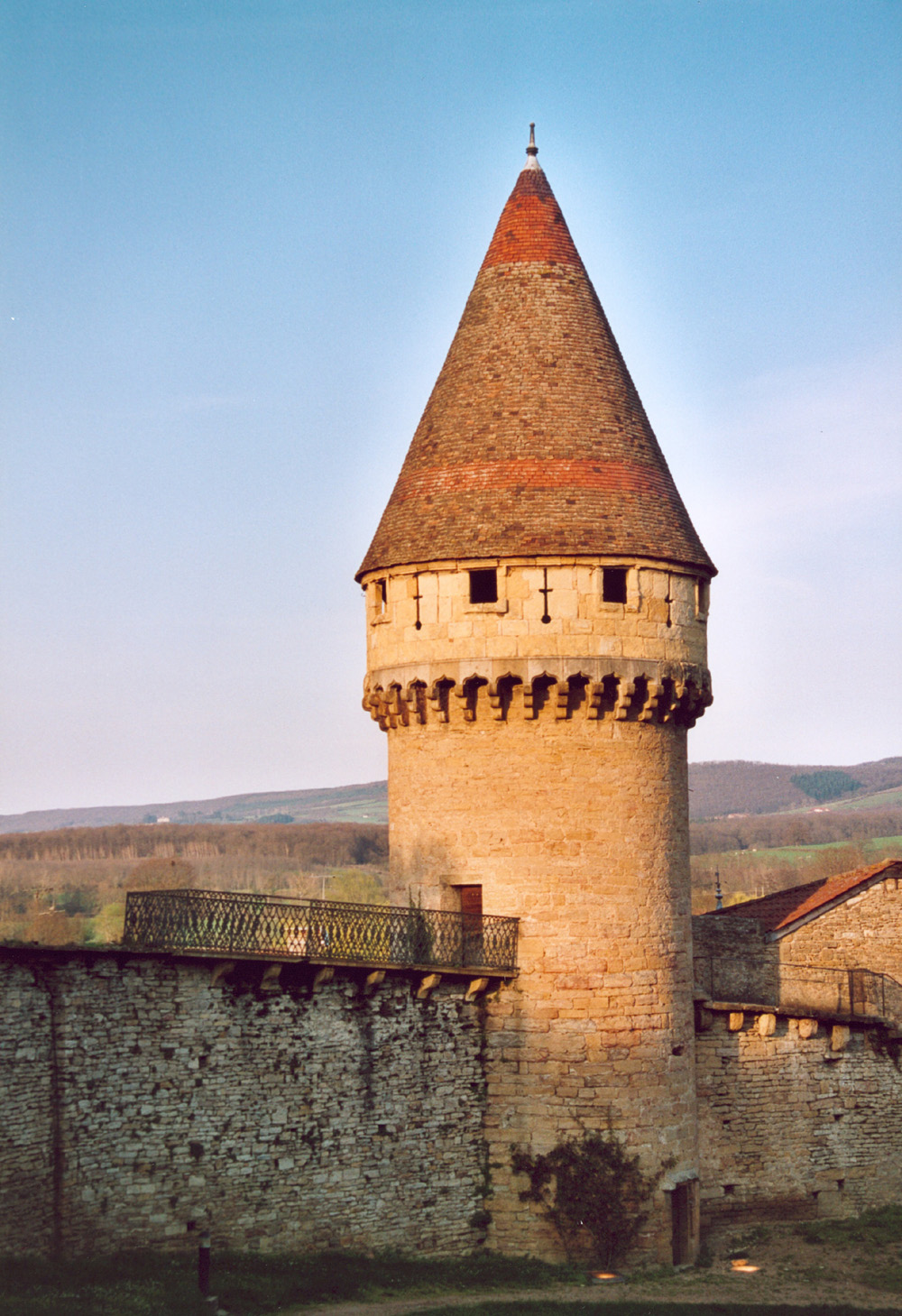
La tour du parc abbatial : la tour Fabri.
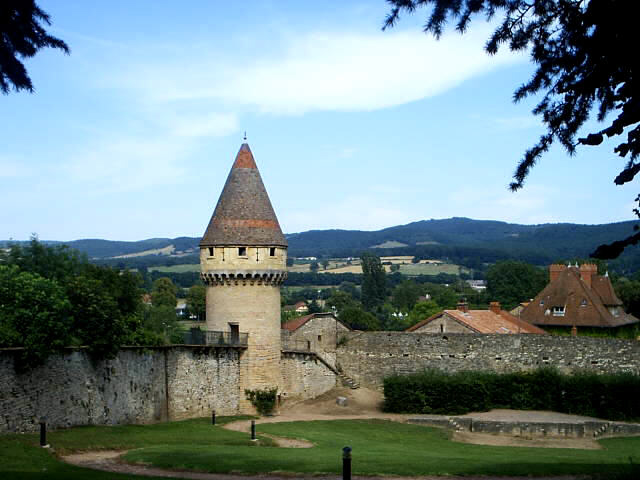
La tour du parc abbatial : la tour Fabri.
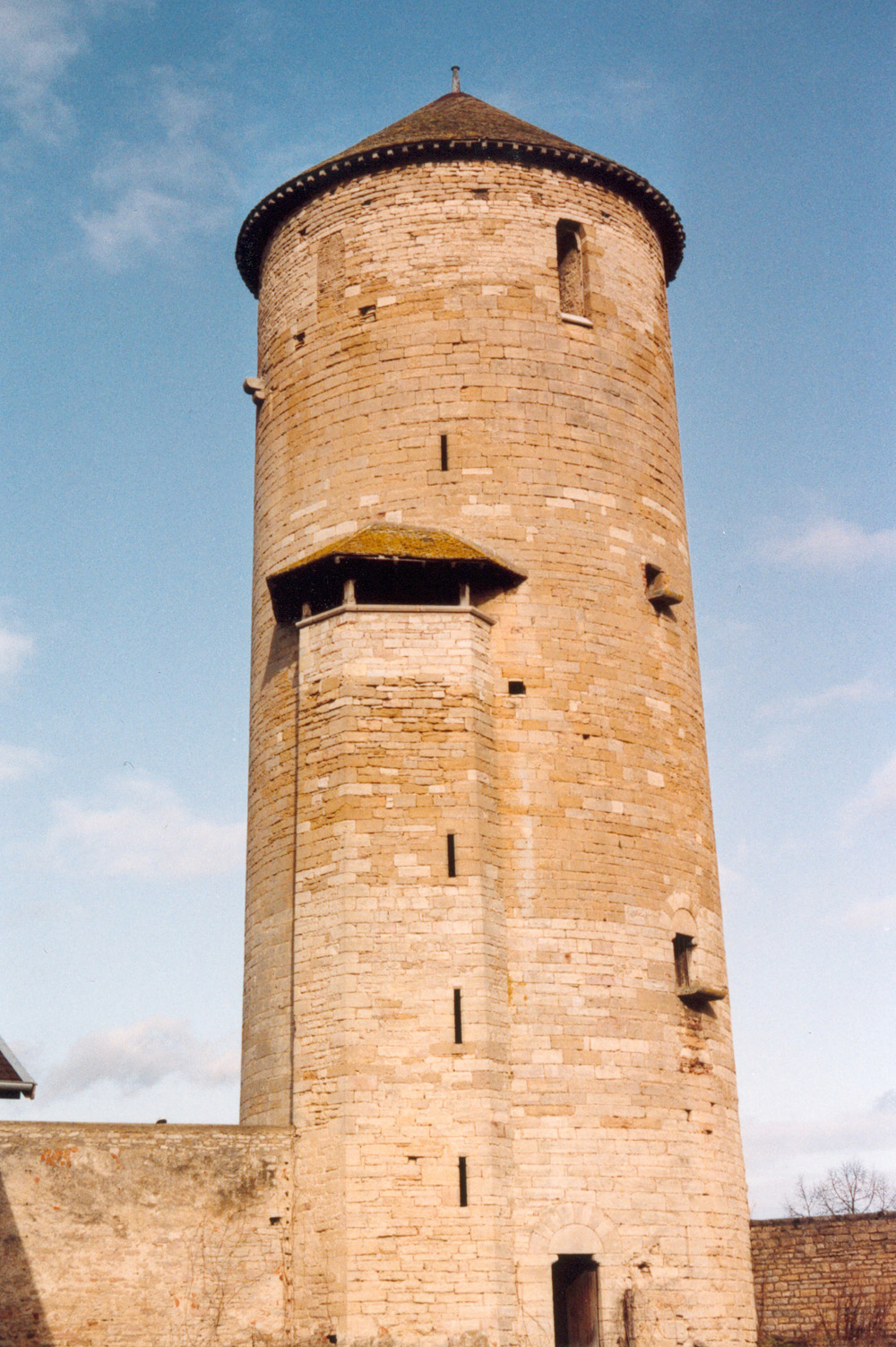
La tour ronde de l'enceinte de l'abbaye.
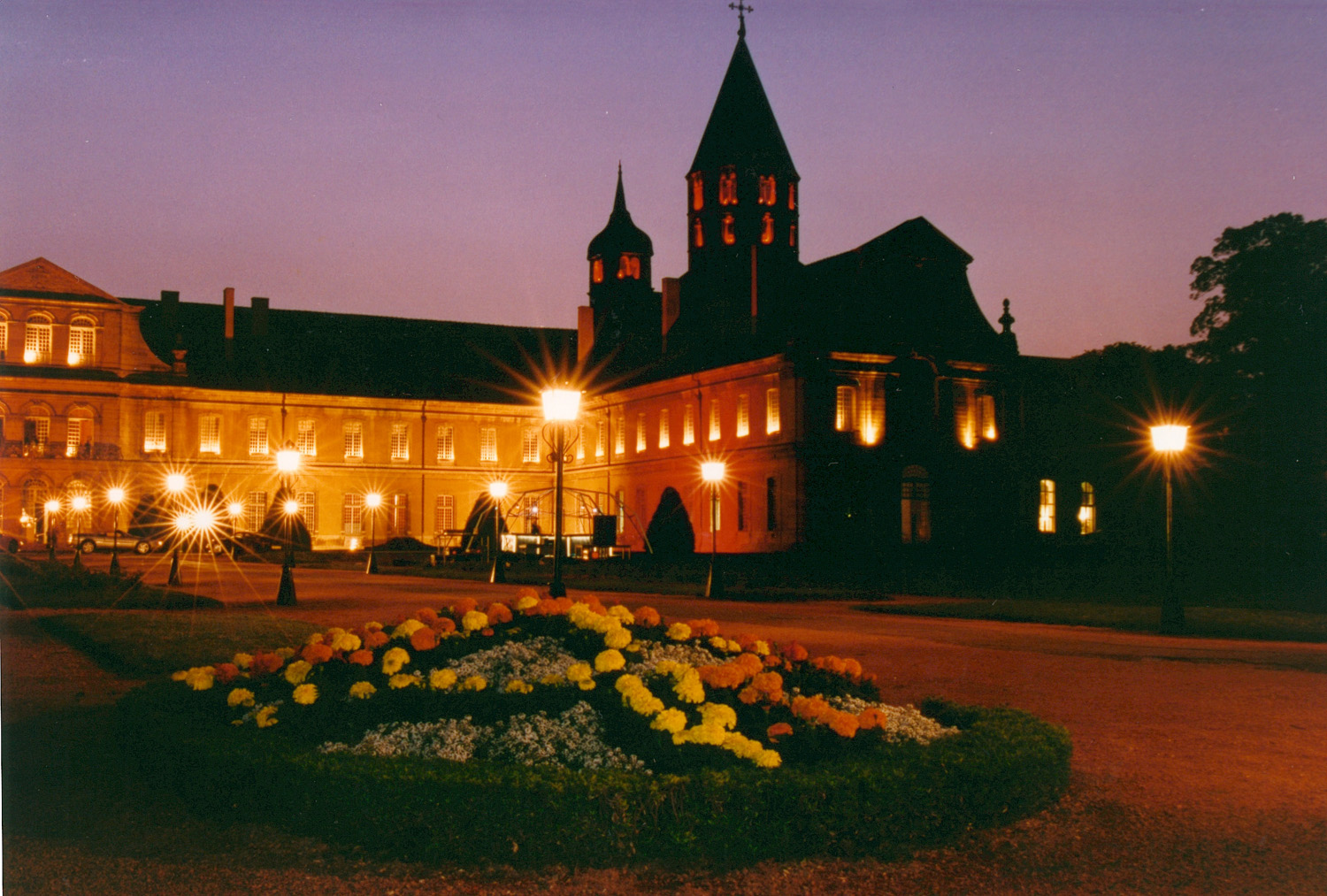
L'abbaye de nuit pendant le gala Arts-et-Métiers.
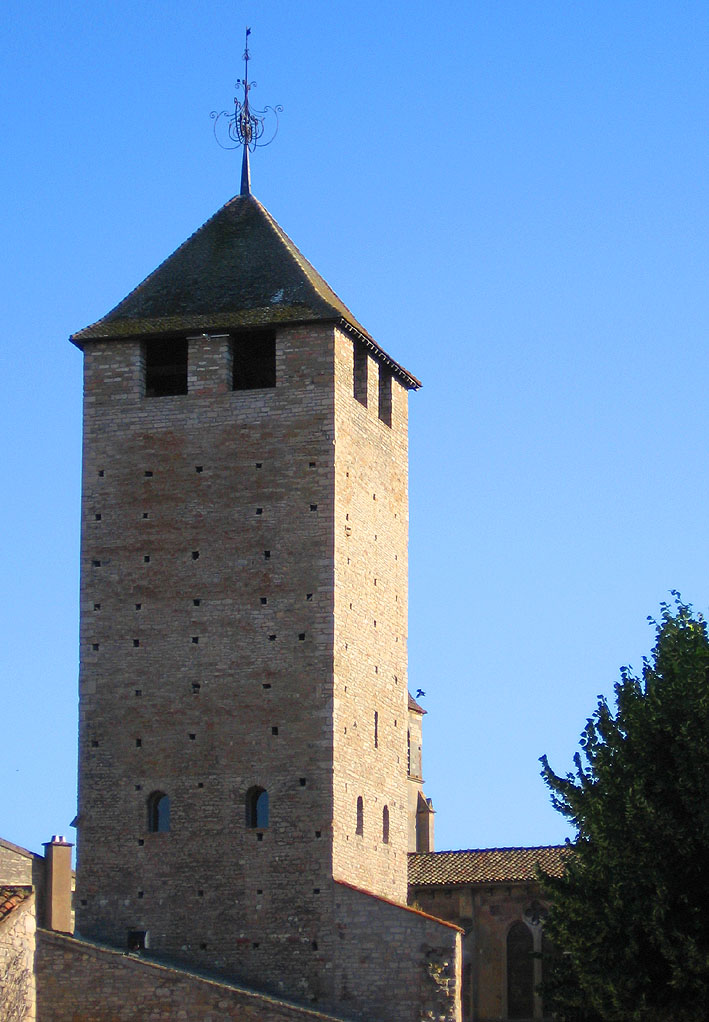
La tour des Fromages.
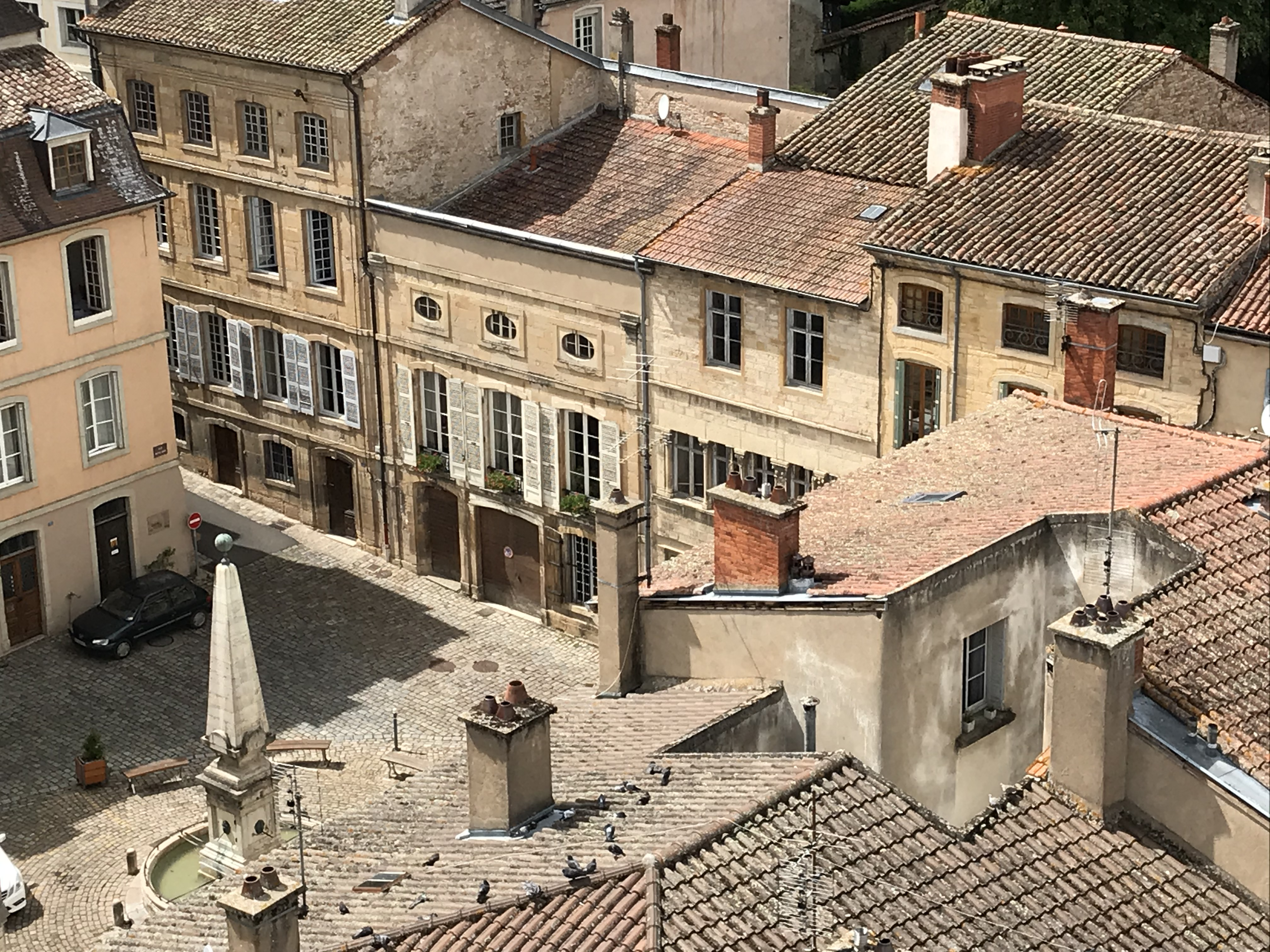
Vue depuis la tour des Fromages à Cluny.
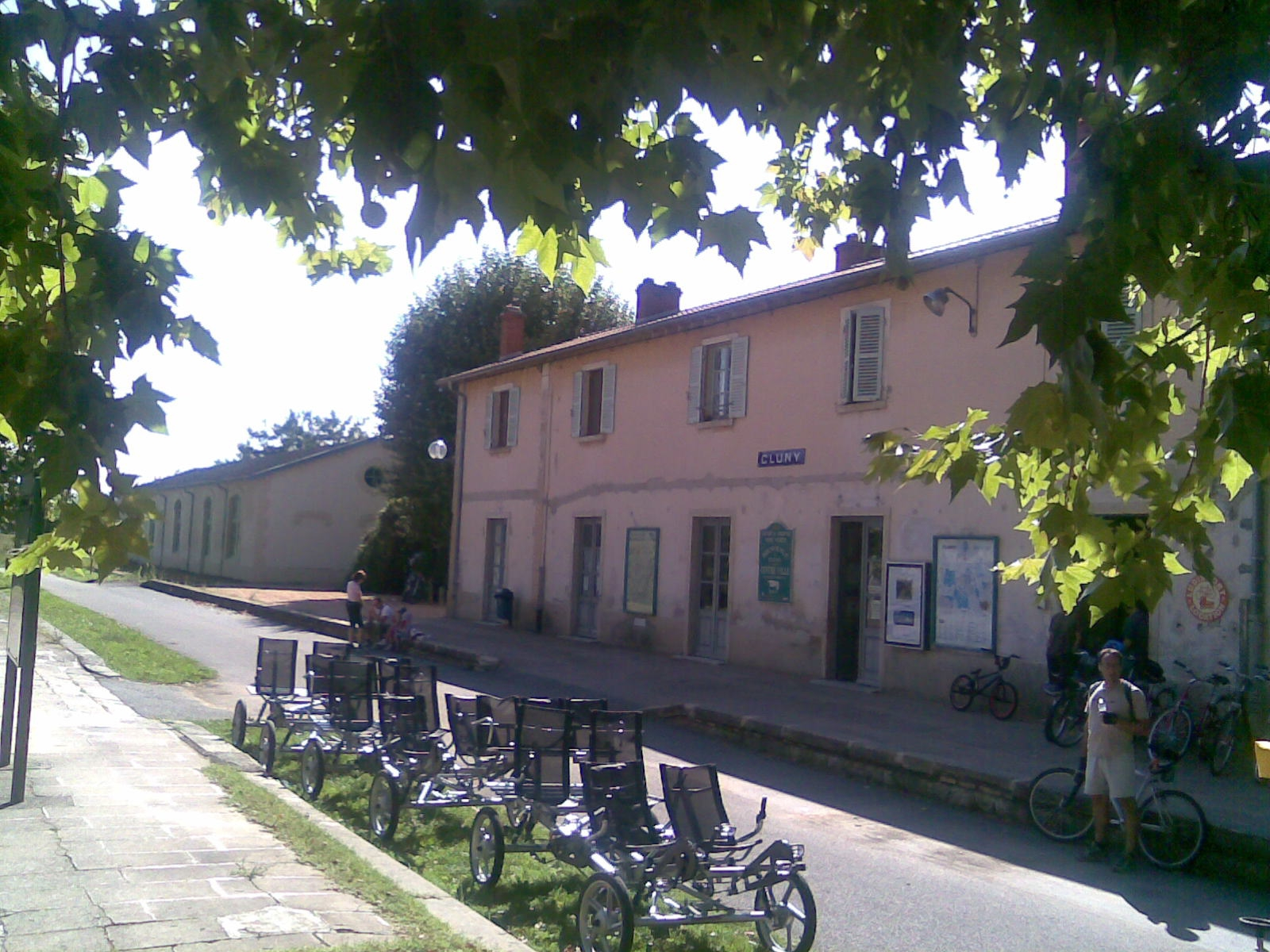
L'ancienne gare de Cluny.
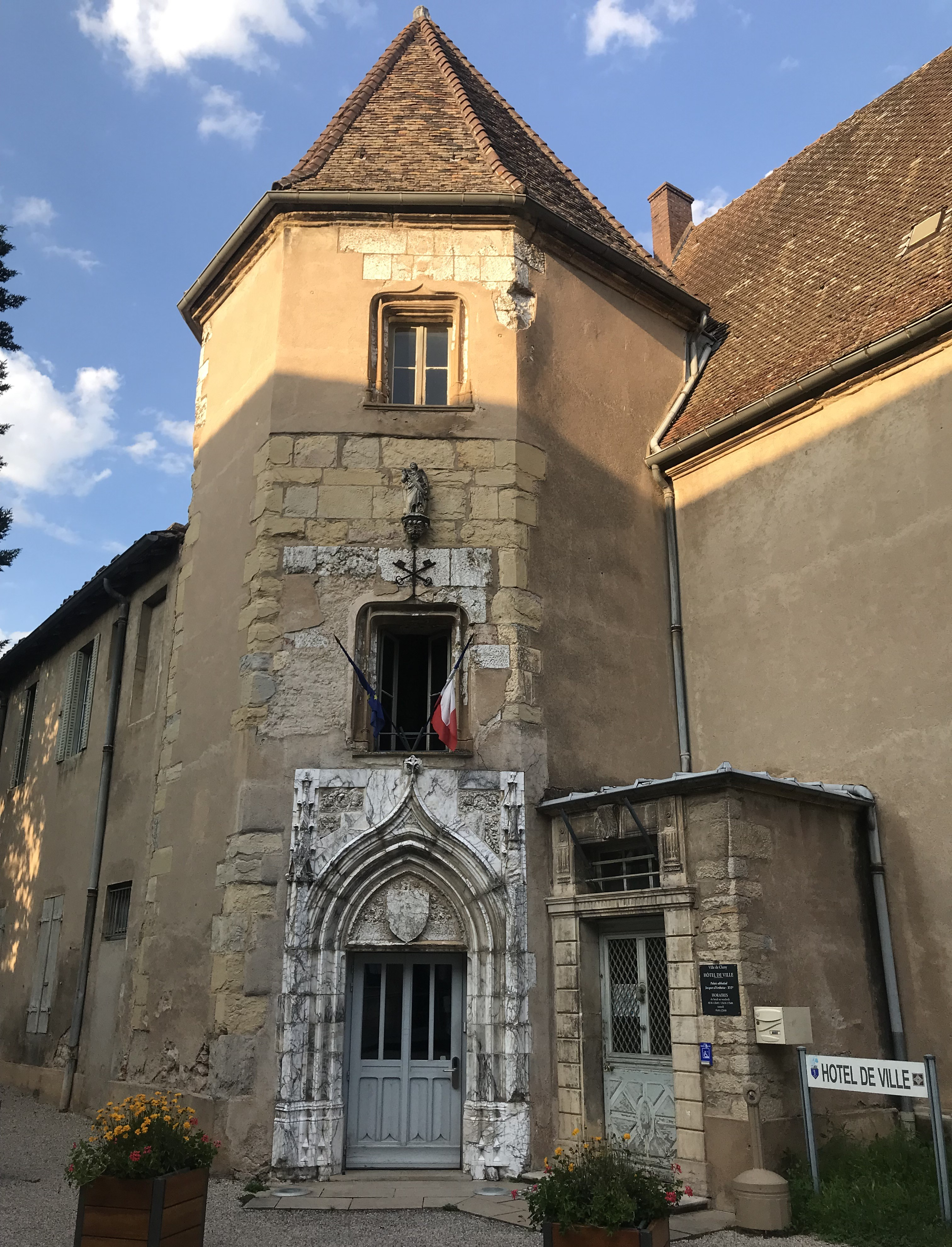
Hôtel de ville.

### Patrimoine culturel

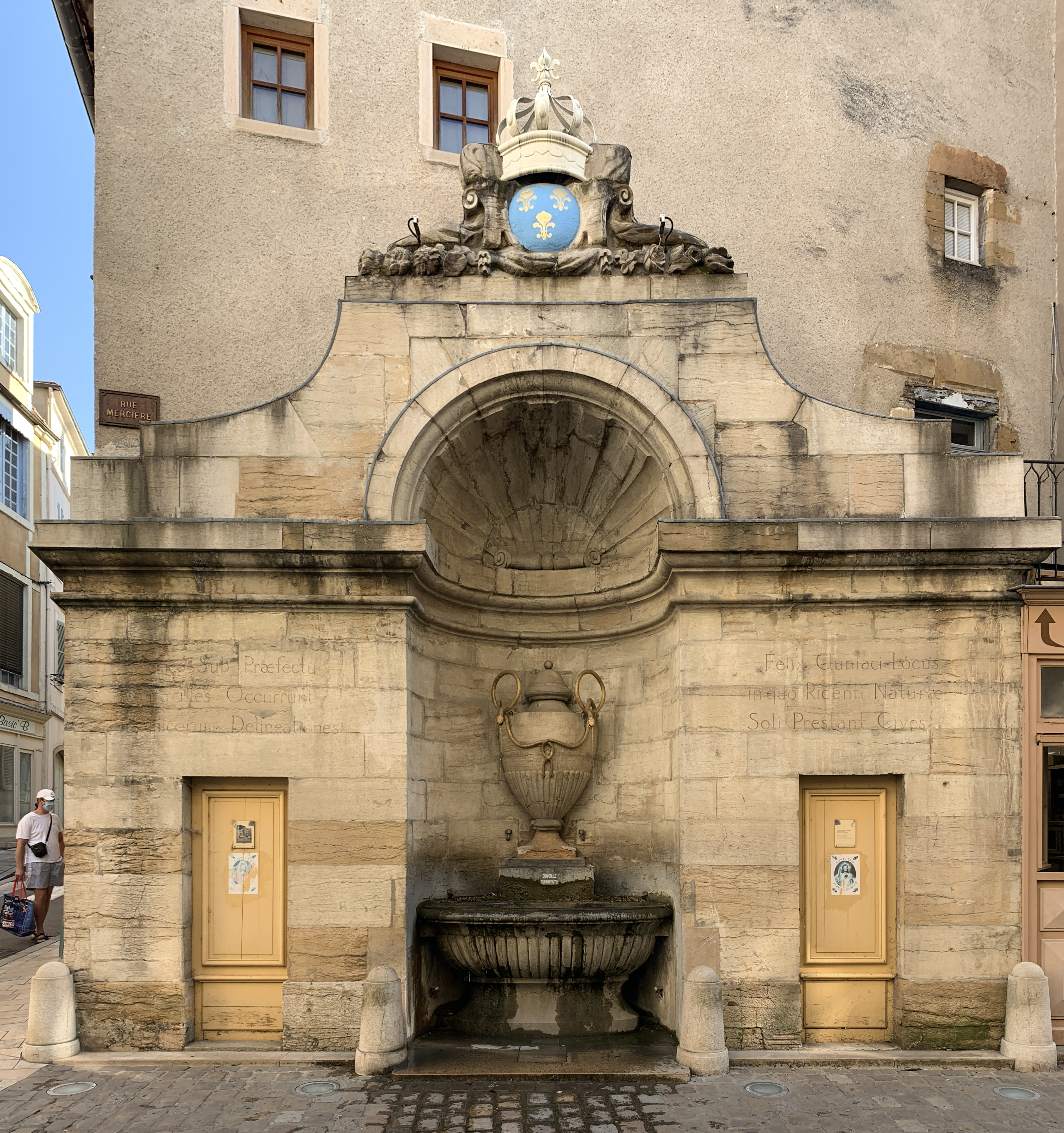
La fontaine des serpents, avec les inscriptions latines : Felix Cluniaci Locus / in quo Ridenti Naturæ / Soli prestant Cives (Heureuse localité de Cluny, dans laquelle les habitants eux seuls président à sa riante nature), et : Amico Sub Præfectu / faciles Occurrunt / Amicorum Delineationes (Sous un gouvernement amical, se rencontrent les aimables projets dessinés par les amis).

L'abbaye de Cluny a récemment reçu le label du patrimoine européen par la Commission européenne. Le joint est destiné à mettre l'accent sur la dimension européenne des biens culturels, monuments, sites naturels ou urbains et des lieux de mémoire représentant l'histoire et le patrimoine. Son but est de renforcer le sentiment d'appartenance à un espace culturel commun en conformité avec les principes de la Convention du patrimoine mondial (1972), en ce sens, il complète le travail de l'UNESCO dans le domaine de la protection et de la sauvegarde du patrimoine culturel réaliser, entre autres choses, que la conservation des sites et monuments favorise la cohésion sociale.
Cluny possède un musée d'art et d'archéologie au Palais Jean de Bourbon, le Musée Ochier, labellisé Musée de France. Sa collection est constituée de remarquables éléments lapidaires, issus des destructions de la Révolution française et à la suppression des communautés religieuses qui s'ensuit. Il présente également des éléments de l'architecture civile des époques romane et gothique.
Le village conserve encore un important patrimoine civil. Sa grande richesse tant en nombre qu'en qualité, tient au lien étroit entre la ville et l'abbaye, tant en terme économique qu'artistique, les mêmes ateliers de sculpteurs travaillant pour l'une et l'autre. Les bâtiments où logeaient les hôtes de l'abbaye ne différent pas des habitations citadines environnantes. De nombreux vestiges furent collectés et sont aujourd'hui conservés au Musée Ochier, même si leur provenance exacte est souvent difficile à établir. Le type de la maison romane clunisienne a été bien étudié, présentant une façade sur rue large - mur gouttereau - et bâtie avec soin, le plus souvent maçonnée. L'une d'entre elles, au 20 rue de Merle, a pu être datée de 1091, ce qui en fait la plus ancienne demeure romane datée de France (en 2000). Non loin, de la « maison des vendanges » au carruge des forges ne subsiste qu'une partie du décor sculpté roman, conservé et présenté au Musée Ochier.

### Hippisme
Cluny est un grand centre hippique, avec un hippodrome et une société des courses.

### Personnalités liées à la commune
- Guillaume Ier le Pieux.
- Grégoire VII.
- Guigues Ier d'Albon.
- Hugues Ier de Bourgogne.
- Emmanuel-Théodose de La Tour d'Auvergne, cardinal de Bouillon, abbé de Cluny.
- Pierre-Paul Prud'hon.
- Alphone Guichenot.
- Pierre Passot.
- Jacques Charles (le géomètre) mathématicien français (1752-1791).
- Jean-Baptiste Renaud, homme politique né le 2 décembre 1806 à Cluny (Saône-et-Loire) et décédé le 8 août 1888 à Grenoble (Isère).
- Barthélemy Forest, homme politique né le 20 novembre 1813 à Cluny (Saône-et-Loire) et décédé le 17 février 1895 à Paris.
- Julien Simyan, né à Cluny, maire, député, sénateur, ministre sous la IIIe République.
- Lionel Potillon, footballeur.
- Bertrand Guilloux.
- Émile Magnien, historien et conservateur de musée mâconnais.
- Michel Bouillot, historien de l'architecture rurale.
- Sonia Rolland, miss France 2000, mannequin, a passé une partie de son enfance en France à Cluny.
- Danielle Mitterrand, résistante, épouse du président Mitterrand, « première dame de France » de 1981 à 1995, personnalité engagée dans le monde associatif, vécut et fut inhumée au cimetière de Cluny.
- Jean Renaud (SOE), organisateur de la Résistance.
- Antoine Léchères, militaire et photographe, né à Cluny.
- Roger Gouze, inhumé au cimetière de Cluny.
- Mayo, peintre, décorateur, créateur de costumes, inhumé dans la commune.